# Trofeo Andratx-Mirador des Colomer 2017
La 26e édition du Trofeo Andratx-Mirador des Colomer a eu lieu le 28 janvier 2017. La course fait partie du calendrier UCI Europe Tour 2017 en catégorie 1.1.
L'épreuve a été remportée lors d'un sprint à trois coureurs par le Belge Tim Wellens (Lotto-Soudal) qui s'impose respectivement devant l'Espagnol Alejandro Valverde (Movistar) et son coéquipier et compatriote Tiesj Benoot.
Les Espagnols s'emparent de tous les classements individuels annexes, ainsi Mikel Bizkarra (Euskadi Basque Country-Murias) s'adjuge le classement de la montagne, Rafael Márquez (Inteja-Dominican) celui des Metas Volantes, Pedro Gregori (Bolivia) gagne le classement des sprints spéciaux et Sebastián Mora (Équipe nationale d'Espagne) celui du combiné. La formation belge Lotto-Soudal gagne le classement par équipes.

## Présentation

### Équipes
Classé en catégorie 1.1 de l'UCI Europe Tour, le Trofeo Andratx-Mirador des Colomer est par conséquent ouvert aux WorldTeams dans la limite de 50 % des équipes participantes, aux équipes continentales professionnelles, aux équipes continentales et aux équipes nationales.
Dix-neuf équipes participent à ce Trofeo Andratx-Mirador des Colomer - quatre WorldTeams, six équipes continentales professionnelles, six équipes continentales et trois équipes nationales :
| WorldTeams (4)- Bora-Hansgrohe - Lotto-Soudal - Movistar Team - Sky Équipes continentales professionnelles (6)- Caja Rural-Seguros RGA - Cofidis, Solutions Crédits - Fortuneo-Vital Concept - Gazprom-RusVelo - Novo Nordisk - Roompot-Nederlandse Loterij Équipes continentales (6)- Amore & Vita-Selle SMP-Fondriest - Bolivia - Burgos-BH - Euskadi Basque Country-Murias - Inteja-Dominican - Nice Cycling Team Équipes nationales (3)- Allemagne - Espagne - Grande-Bretagne |
| |

## Classements

### Classement final
| \| Classement général \| Classement général \| Classement général \| Classement général \| Classement général \| \| Coureur \| Coureur \| Pays \| Équipe \| Temps \| \| ------------------ \| ------------------------ \| ------------------ \| --------------------------- \| ------------------ \| \| 1er \| Tim Wellens \| Belgique \| Lotto-Soudal \| 4 h 27 min 55 s \| \| 2e \| Alejandro Valverde \| Espagne \| Movistar Team \| + 0 s \| \| 3e \| Tiesj Benoot \| Belgique \| Lotto-Soudal \| + 0 s \| \| 4e \| Louis Vervaeke \| Belgique \| Lotto-Soudal \| + 4 s \| \| 5e \| David Belda \| Espagne \| Burgos-BH \| + 5 s \| \| 6e \| Pieter Weening \| Pays-Bas \| Roompot-Nederlandse Loterij \| + 7 s \| \| 7e \| Rafał Majka \| Pologne \| Bora-Hansgrohe \| + 7 s \| \| 8e \| Ian Boswell \| États-Unis \| Team Sky \| + 7 s \| \| 9e \| Alex Aranburu \| Espagne \| Caja Rural-Seguros RGA \| + 7 s \| \| 10e \| Vicente García de Mateos \| Espagne \| Espagne \| + 7 s \| |                          |            |                             |                 |
| |                          |            |                             |                 |
| Sources : ProCyclingStats Cycling Quotient Cycling Archives |                          |            |                             |                 |
| Classement général |                          |            |                             |                 |
| Coureur | Coureur                  | Pays       | Équipe                      | Temps           |
| 1er | Tim Wellens              | Belgique   | Lotto-Soudal                | 4 h 27 min 55 s |
| 2e | Alejandro Valverde       | Espagne    | Movistar Team               | + 0 s           |
| 3e | Tiesj Benoot             | Belgique   | Lotto-Soudal                | + 0 s           |
| 4e | Louis Vervaeke           | Belgique   | Lotto-Soudal                | + 4 s           |
| 5e | David Belda              | Espagne    | Burgos-BH                   | + 5 s           |
| 6e | Pieter Weening           | Pays-Bas   | Roompot-Nederlandse Loterij | + 7 s           |
| 7e | Rafał Majka              | Pologne    | Bora-Hansgrohe              | + 7 s           |
| 8e | Ian Boswell              | États-Unis | Team Sky                    | + 7 s           |
| 9e | Alex Aranburu            | Espagne    | Caja Rural-Seguros RGA      | + 7 s           |
| 10e | Vicente García de Mateos | Espagne    | Espagne                     | + 7 s           |

### Classements annexes
| Classement de la montagne | Classement de la montagne | Classement de la montagne | Classement de la montagne     | Classement de la montagne |
| ------------------------- | ------------------------- | ------------------------- | ----------------------------- | ------------------------- |
|                           | Coureur                   | Pays                      | Équipe                        | Point(s)                  |
| 1er                       | Mikel Bizkarra            | Espagne                   | Euskadi Basque Country-Murias | 16 points                 |
| 2e                        | Sergey Firsanov           | Russie                    | Gazprom-RusVelo               | 12 pts                    |
| 3e                        | Rory Sutherland           | Australie                 | Movistar                      | 10 pts                    |
| modifier                  |                           |                           |                               |                           |

| Classement des Metas Volantes | Classement des Metas Volantes | Classement des Metas Volantes | Classement des Metas Volantes | Classement des Metas Volantes |
| ----------------------------- | ----------------------------- | ----------------------------- | ----------------------------- | ----------------------------- |
|                               | Coureur                       | Pays                          | Équipe                        | Point(s)                      |
| 1er                           | Rafael Márquez                | Espagne                       | Inteja-Dominican              | 3 points                      |
| 2e                            | Jonathan Dibben               | Royaume-Uni                   | Sky                           | 3 pts                         |
| 3e                            | Sebastián Mora                | Espagne                       | Équipe nationale d'Espagne    | 2 pts                         |
| modifier                      |                               |                               |                               |                               |

| Classement des sprints spéciaux | Classement des sprints spéciaux | Classement des sprints spéciaux | Classement des sprints spéciaux | Classement des sprints spéciaux |
| ------------------------------- | ------------------------------- | ------------------------------- | ------------------------------- | ------------------------------- |
|                                 | Coureur                         | Pays                            | Équipe                          | Point(s)                        |
| 1er                             | Pedro Gregori                   | Espagne                         | Bolivia                         | 3 points                        |
| 2e                              | Jonathan Dibben                 | Royaume-Uni                     | Sky                             | 3 pts                           |
| 3e                              | Sebastián Mora                  | Espagne                         | Équipe nationale d'Espagne      | 2 pts                           |
| modifier                        |                                 |                                 |                                 |                                 |

| Classement du combiné | Classement du combiné | Classement du combiné | Classement du combiné      | Classement du combiné |
| --------------------- | --------------------- | --------------------- | -------------------------- | --------------------- |
|                       | Coureur               | Pays                  | Équipe                     | Point(s)              |
| 1er                   | Sebastián Mora        | Espagne               | Équipe nationale d'Espagne | 61 points             |
| 2e                    | Rafael Márquez        | Espagne               | Inteja-Dominican           | 66 pts                |
| 3e                    | Pedro Gregori         | Espagne               | Bolivia                    | 55 pts                |
| modifier              |                       |                       |                            |                       |

| \| Classement par équipes[1] \| Classement par équipes[1] \| Classement par équipes[1] \| Classement par équipes[1] \| \| \| Équipe \| Pays \| Temps \| \| ------------------------- \| ------------------------- \| ------------------------- \| ------------------------- \| \| 1re \| Lotto-Soudal \| Belgique \| en 13 h 23 min 49 s \| \| 2e \| Sky \| Royaume-Uni \| + 24 s \| \| 3e \| Burgos BH \| Espagne \| + 28 s \| \| modifier \| \| \| \| |              |             |                     |
| Classement par équipes |              |             |                     |
| | Équipe       | Pays        | Temps               |
| 1re | Lotto-Soudal | Belgique    | en 13 h 23 min 49 s |
| 2e | Sky          | Royaume-Uni | + 24 s              |
| 3e | Burgos BH    | Espagne     | + 28 s              |
| modifier |              |             |                     |

## Liste des participants
- Liste de départ complète

| Légende | Légende                                                                          | Légende | Légende                                                    |
| ------- | -------------------------------------------------------------------------------- | ------- | ---------------------------------------------------------- |
| Num     | Dossard de départ porté par le coureur sur ce Trofeo Andratx-Mirador des Colomer | Pos     | Position à l'arrivée de la course                          |
|         | Indique un maillot de champion national ou mondial, suivi de sa spécialité       | NP      | Indique un coureur qui n'a pas pris le départ de la course |
| AB      | Indique un coureur qui n'a pas terminé la course                                 | HD      | Indique un coureur qui a terminé la course hors des délais |

| Movistar MOV                            | Movistar MOV             | Movistar MOV |
| --------------------------------------- | ------------------------ | ------------ |
| Num                                     | Coureur                  | Pos          |
| 1                                       | Alejandro Valverde (ESP) | 2e           |
| 3                                       | Andrey Amador (CRC)      | 38e          |
| 7                                       | Rory Sutherland (AUS)    | 58e          |
| 8                                       | Daniel Moreno (ESP)      | 45e          |
| 9                                       | Antonio Pedrero (ESP)    | 62e          |
| 11                                      | Nuno Bico (POR)          | 61e          |
| 12                                      | Alex Dowsett (GBR)       | HD           |
| 13                                      | Jorge Arcas (ESP)        | 46e          |
| -                                       |                          |              |
| Directeur sportif : José Luis Jaimerena |                          |              |

| Sky SKY                            | Sky SKY                  | Sky SKY |
| ---------------------------------- | ------------------------ | ------- |
| Num                                | Coureur                  | Pos     |
| 15                                 | Vasil Kiryienka (BLR)    | 14e     |
| 17                                 | Jonathan Dibben (GBR)    | 59e     |
| 19                                 | Michał Gołaś (POL)       | 19e     |
| 20                                 | Peter Kennaugh (GBR)     | 23e     |
| 21                                 | Christian Knees (GER)    | 57e     |
| 22                                 | Philip Deignan (IRL)     | 17e     |
| 23                                 | David López García (ESP) | 11e     |
| 26                                 | Ian Boswell (USA)        | 8e      |
| -                                  |                          |         |
| Directeur sportif : Servais Knaven |                          |         |

| Bora-Hansgrohe BOH                   | Bora-Hansgrohe BOH        | Bora-Hansgrohe BOH |
| ------------------------------------ | ------------------------- | ------------------ |
| Num                                  | Coureur                   | Pos                |
| 28                                   | Rafał Majka (POL) (Route) | 7e                 |
| 30                                   | Cesare Benedetti (ITA)    | 42e                |
| 32                                   | Emanuel Buchmann (GER)    | 15e                |
| 33                                   | Marcus Burghardt (GER)    | 73e                |
| 37                                   | Leopold König (CZE)       | AB                 |
| 36                                   | Patrick Konrad (AUT)      | 24e                |
| 38                                   | José Mendes (POR) (Route) | 25e                |
| 41                                   | Paweł Poljański (POL)     | 20e                |
| -                                    |                           |                    |
| Directeur sportif : Enrico Poitschke |                           |                    |

| Lotto-Soudal LTS                | Lotto-Soudal LTS            | Lotto-Soudal LTS |
| ------------------------------- | --------------------------- | ---------------- |
| Num                             | Coureur                     | Pos              |
| 49                              | André Greipel (GER) (Route) | AB               |
| 50                              | Bart De Clercq (BEL)        | 18e              |
| 51                              | Frederik Frison (BEL)       | 48e              |
| 52                              | Tiesj Benoot (BEL)          | 3e               |
| 55                              | Tomasz Marczyński (POL)     | 50e              |
| 56                              | Rémy Mertz (BEL)            | AB               |
| 59                              | Louis Vervaeke (BEL)        | 4e               |
| 60                              | Tim Wellens (BEL)           | 1er              |
| -                               |                             |                  |
| Directeur sportif : Bart Leysen |                             |                  |

| Gazprom-RusVelo GAZ                 | Gazprom-RusVelo GAZ       | Gazprom-RusVelo GAZ |
| ----------------------------------- | ------------------------- | ------------------- |
| Num                                 | Coureur                   | Pos                 |
| 70                                  | Sergueï Lagoutine (RUS)   | 28e                 |
| 71                                  | Ivan Rovny (RUS)          | 37e                 |
| 73                                  | Dmitry Kozontchuk (RUS)   | AB                  |
| 74                                  | Alexander Foliforov (RUS) | 51e                 |
| 77                                  | Artem Ovechkin (RUS)      | AB                  |
| 78                                  | Sergey Firsanov (RUS)     | 43e                 |
| 81                                  | Ildar Arslanov (RUS)      | HD                  |
| 83                                  | Aydar Zakarin (RUS)       | AB                  |
| -                                   |                           |                     |
| Directeur sportif : Alexander Serov |                           |                     |

| Cofidis COF                              | Cofidis COF               | Cofidis COF |
| ---------------------------------------- | ------------------------- | ----------- |
| Num                                      | Coureur                   | Pos         |
| 88                                       | Jonas Van Genechten (BEL) | HD          |
| 89                                       | Rayane Bouhanni (FRA)     | AB          |
| 90                                       | Loïc Chetout (FRA)        | 47e         |
| 91                                       | Nicolas Edet (FRA)        | AB          |
| 92                                       | Cyril Lemoine (FRA)       | AB          |
| 94                                       | Stéphane Rossetto (FRA)   | AB          |
| 97                                       | Michael Van Staeyen (BEL) | HD          |
| -                                        |                           |             |
| -                                        |                           |             |
| Directeur sportif : Christian Guiberteau |                           |             |

| Novo Nordisk TNN                 | Novo Nordisk TNN         | Novo Nordisk TNN |
| -------------------------------- | ------------------------ | ---------------- |
| Num                              | Coureur                  | Pos              |
| 99                               | Fabio Calabria (AUS)     | AB               |
| 100                              | Corentin Cherhal (FRA)   | AB               |
| 102                              | Romain Gioux (FRA)       | HD               |
| 103                              | David Lozano (ESP)       | 16e              |
| 105                              | Javier Mejías (ESP)      | HD               |
| 106                              | Brian Kamstra (NED)      | HD               |
| 107                              | Rik van IJzendoorn (NED) | AB               |
| 108                              | Martijn Verschoor (NED)  | AB               |
| -                                |                          |                  |
| Directeur sportif : Lionel Marie |                          |                  |

| Roompot-Nederlandse Loterij RNL       | Roompot-Nederlandse Loterij RNL | Roompot-Nederlandse Loterij RNL |
| ------------------------------------- | ------------------------------- | ------------------------------- |
| Num                                   | Coureur                         | Pos                             |
| 118                                   | Pieter Weening (NED)            | 6e                              |
| 119                                   | Raymond Kreder (NED)            | 55e                             |
| 120                                   | André Looij (NED)               | 64e                             |
| 121                                   | Elmar Reinders (NED)            | 26e                             |
| 122                                   | Oscar Riesebeek (NED)           | 54e                             |
| 123                                   | Etienne van Empel (NED)         | 27e                             |
| 124                                   | Brian van Goethem (NED)         | 53e                             |
| 125                                   | Coen Vermeltfoort (NED)         | HD                              |
| -                                     |                                 |                                 |
| Directeur sportif : Michel Cornelisse |                                 |                                 |

| Fortuneo-Vital Concept FVC       | Fortuneo-Vital Concept FVC | Fortuneo-Vital Concept FVC |
| -------------------------------- | -------------------------- | -------------------------- |
| Num                              | Coureur                    | Pos                        |
| 127                              | Franck Bonnamour (FRA)     | AB                         |
| 129                              | Arnaud Gérard (FRA)        | HD                         |
| 130                              | Erwann Corbel (FRA)        | AB                         |
| 131                              | Benoît Jarrier (FRA)       | 29e                        |
| 132                              | Kévin Ledanois (FRA)       | 31e                        |
| 134                              | Daniel McLay (GBR)         | AB                         |
| 135                              | Laurent Pichon (FRA)       | AB                         |
| 136                              | Pierre-Luc Périchon (FRA)  | 41e                        |
| 137                              | Boris Vallée (BEL)         | AB                         |
| Directeur sportif : Roger Tréhin |                            |                            |

| Caja Rural-Seguros RGA CJR                | Caja Rural-Seguros RGA CJR | Caja Rural-Seguros RGA CJR |
| ----------------------------------------- | -------------------------- | -------------------------- |
| Num                                       | Coureur                    | Pos                        |
| 141                                       | David Arroyo (ESP)         | 30e                        |
| 144                                       | Dylan Page (SUI)           | AB                         |
| 145                                       | Eduard Prades (ESP)        | AB                         |
| 146                                       | Fabricio Ferrari (URU)     | 32e                        |
| 147                                       | Jaime Rosón (ESP)          | 12e                        |
| 148                                       | Jon Irisarri (ESP)         | 39e                        |
| 149                                       | Josu Zabala (ESP)          | 77e                        |
| 152                                       | Alex Aranburu (ESP)        | 9e                         |
| -                                         |                            |                            |
| Directeur sportif : José Miguel Fernández |                            |                            |

| Euskadi Basque Country-Murias EUS | Euskadi Basque Country-Murias EUS | Euskadi Basque Country-Murias EUS |
| --------------------------------- | --------------------------------- | --------------------------------- |
| Num                               | Coureur                           | Pos                               |
| 155                               | Garikoitz Bravo (ESP)             | 21e                               |
| 156                               | Aitor González Prieto (ESP)       | 34e                               |
| 157                               | Pello Olaberria (ESP)             | 67e                               |
| 159                               | Eneko Lizarralde (ESP)            | AB                                |
| 161                               | Gotzon Udondo (ESP)               | HD                                |
| 163                               | Mikel Bizkarra (ESP)              | 33e                               |
| 164                               | Aritz Bagües (ESP)                | 69e                               |
| 168                               | Ander Barrenetxea (ESP)           | HD                                |
| -                                 |                                   |                                   |
| Directeur sportif : Jon Odriozola |                                   |                                   |

| Inteja-Dominican DCT              | Inteja-Dominican DCT  | Inteja-Dominican DCT |
| --------------------------------- | --------------------- | -------------------- |
| Num                               | Coureur               | Pos                  |
| 170                               | Albert Torres (ESP)   | AB                   |
| 172                               | Ignacio Sarabia (MEX) | AB                   |
| 173                               | Gregory Brenes (CRC)  | 72e                  |
| 174                               | Diego Milán (DOM)     | AB                   |
| 176                               | Rafael Márquez (ESP)  | 52e                  |
| 177                               | Julio Amores (ESP)    | AB                   |
| 179                               | Adrián Núñez (DOM)    | AB                   |
| 181                               | William Guzmán (DOM)  | AB                   |
| -                                 |                       |                      |
| Directeur sportif : Rafael Casero |                       |                      |

| Nice NCT                            | Nice NCT                 | Nice NCT |
| ----------------------------------- | ------------------------ | -------- |
| Num                                 | Coureur                  | Pos      |
| 186                                 | Gaspar Mas (ESP)         | AB       |
| 187                                 | Ryan MacAnally (AUS)     | AB       |
| 188                                 | Cédric Jolidon (SUI)     | AB       |
| 190                                 | Jérôme Pulidori (FRA)    | AB       |
| 192                                 | Thomas Vaubourzeix (FRA) | AB       |
| -                                   |                          |          |
| -                                   |                          |          |
| -                                   |                          |          |
| -                                   |                          |          |
| Directeur sportif : Jacques Jolidon |                          |          |

| Amore & Vita-Selle SMP-Fondriest AMO | Amore & Vita-Selle SMP-Fondriest AMO | Amore & Vita-Selle SMP-Fondriest AMO |
| ------------------------------------ | ------------------------------------ | ------------------------------------ |
| Num                                  | Coureur                              | Pos                                  |
| 195                                  | Josep Miralles (ESP)                 | 78e                                  |
| 196                                  | David Galarreta (ESP)                | 71e                                  |
| 197                                  | Danilo Celano (ITA)                  | AB                                   |
| 198                                  | Pierpaolo Ficara (ITA)               | 36e                                  |
| 199                                  | Uri Martins (MEX)                    | 70e                                  |
| 200                                  | Marco Zamparella (ITA)               | 60e                                  |
| 201                                  | Marco Bernardinetti (ITA)            | 75e                                  |
| 203                                  | Mikel Elorza (ESP)                   | 68e                                  |
| -                                    |                                      |                                      |
| Directeur sportif : Francesco Frassi |                                      |                                      |

| Burgos BH BBH                       | Burgos BH BBH       | Burgos BH BBH |
| ----------------------------------- | ------------------- | ------------- |
| Num                                 | Coureur             | Pos           |
| 207                                 | Joan Ruiz (ESP)     | AB            |
| 209                                 | Pablo Torres (ESP)  | 13e           |
| 210                                 | Daniel López (ESP)  | HD            |
| 212                                 | David Belda (ESP)   | 5e            |
| 213                                 | Marcos Jurado (ESP) | HD            |
| 214                                 | Marcos Rojo (ESP)   | AB            |
| 215                                 | Jorge Cubero (ESP)  | 56e           |
| 217                                 | Ibai Salas (ESP)    | 22e           |
| -                                   |                     |               |
| Directeur sportif : Darío Hernández |                     |               |

| Bolivia BOL                       | Bolivia BOL                  | Bolivia BOL |
| --------------------------------- | ---------------------------- | ----------- |
| Num                               | Coureur                      | Pos         |
| 221                               | Egoitz García (ESP)          | HD          |
| 222                               | Omar Mendoza (COL)           | AB          |
| 223                               | Basilio Ramos (BOL)          | AB          |
| 226                               | Pedro Gregori (ESP)          | 40e         |
| 227                               | Iván Martínez (ESP)          | 44e         |
| 228                               | Sergio Rodríguez Reche (ESP) | HD          |
| 229                               | Carlos Antón Jiménez (ESP)   | 74e         |
| 230                               | Nuno Meireles (POR)          | 76e         |
| -                                 |                              |             |
| Directeur sportif : Henry Veizaga |                              |             |

| Équipe nationale d'Espagne ESP     | Équipe nationale d'Espagne ESP | Équipe nationale d'Espagne ESP |
| ---------------------------------- | ------------------------------ | ------------------------------ |
| Num                                | Coureur                        | Pos                            |
| 241                                | Sebastián Mora (ESP)           | 49e                            |
| 242                                | Toni Ballester (ESP)           | AB                             |
| 243                                | Gorka Etxabe (ESP)             | AB                             |
| 245                                | Vicente García de Mateos (ESP) | 10e                            |
| 247                                | Noel Gil (ESP)                 | 63e                            |
| 248                                | Marc Buades (ESP)              | AB                             |
| 251                                | Daniel Viejo (ESP)             | AB                             |
| 252                                | Illart Zuazubiskar (ESP)       | AB                             |
| -                                  |                                |                                |
| Directeur sportif : Salvador Melià |                                |                                |

| Équipe nationale d'Allemagne GER | Équipe nationale d'Allemagne GER | Équipe nationale d'Allemagne GER |
| -------------------------------- | -------------------------------- | -------------------------------- |
| Num                              | Coureur                          | Pos                              |
| 254                              | Jan Tschernoster (GER)           | 66e                              |
| 255                              | Jasper Frahm (GER)               | AB                               |
| 257                              | Jonas Koch (GER)                 | 35e                              |
| 258                              | Henning Bommel (GER)             | AB                               |
| 260                              | Kersten Thiele (GER)             | AB                               |
| 261                              | Nils Schomber (GER)              | AB                               |
| 262                              | Theo Reinhardt (GER)             | AB                               |
| 263                              | Georg Zimmermann (GER)           | AB                               |
| -                                |                                  |                                  |
| Directeur sportif : Sven Meyer   |                                  |                                  |

| Équipe nationale de Grande-Bretagne GBR | Équipe nationale de Grande-Bretagne GBR | Équipe nationale de Grande-Bretagne GBR |
| --------------------------------------- | --------------------------------------- | --------------------------------------- |
| Num                                     | Coureur                                 | Pos                                     |
| 265                                     | Andrew Tennant (GBR)                    | AB                                      |
| 266                                     | Mark Stewart (GBR)                      | AB                                      |
| 267                                     | Oliver Wood (GBR)                       | AB                                      |
| 268                                     | Christopher Latham (GBR)                | AB                                      |
| 269                                     | Gabriel Cullaigh (GBR)                  | 65e                                     |
| 272                                     | Jacob Hennessy (GBR)                    | HD                                      |
| 273                                     | Samuel Harrison (GBR)                   | HD                                      |
| -                                       |                                         |                                         |
| Directeur sportif : Keith Lambert       |                                         |                                         |